# KR-völlur
KR-völlur is een sportstadion in de IJslandse hoofdstad Reykjavík. Het wordt meestal gebruikt voor voetbalwedstrijden en is sinds 1984 de thuisbasis van Knattspyrnufélag Reykjavíkur. Het stadion heeft een totale capaciteit van 3000 plaatsen, waarvan 1500 zitplaatsen.

## Statistieken
Ligging: Westen van Reykjavík.
Oppervlakte: 105 x 68 meter
Eerste wedstrijd: 18 juli 1951 KR-Vålerenga 3-2
Recordaantal toeschouwers: 5400 KR-ÍBV Vestmannaeyjar (26/09/1998)